# Alberto Guani
Alberto Guani (1877 - 1956) fou un jurista, diplomàtic i polític uruguaià, vicepresident de la República entre 1943 i 1947, i president de l'Assemblea de la Societat de Nacions el 1927.
De l'inici del segle xx va col·laborar amb els diaris El Siglo i El Tiempo. Com a membre del Partit Colorado, Guani va ser elegit diputat des de 1907 fins a 1910. Va ser posteriorment diplomàtic a Suïssa, Àustria-Hongria, Bèlgica, Països Baixos i França.
Més endavant va ocupar el càrrec de Ministre de Relacions Exteriors de l'Uruguai durant la presidència d'Alfredo Baldomir Ferrari, circumstància en la qual va haver d'enfrontar la cèlebre interpel·lació duta a terme pel senador nacionalista Eduardo Víctor Haedo, amb motiu de l'intent d'instal·lar una base militar nord-americana en territori uruguaià, en temps de la Segona Guerra Mundial.
Després, a les eleccions de 1942, va ser elegit vicepresident de la República, acompanyant el president Juan José de Amézaga, càrrec que va ocupar durant els quatre anys següents.